# Moiras

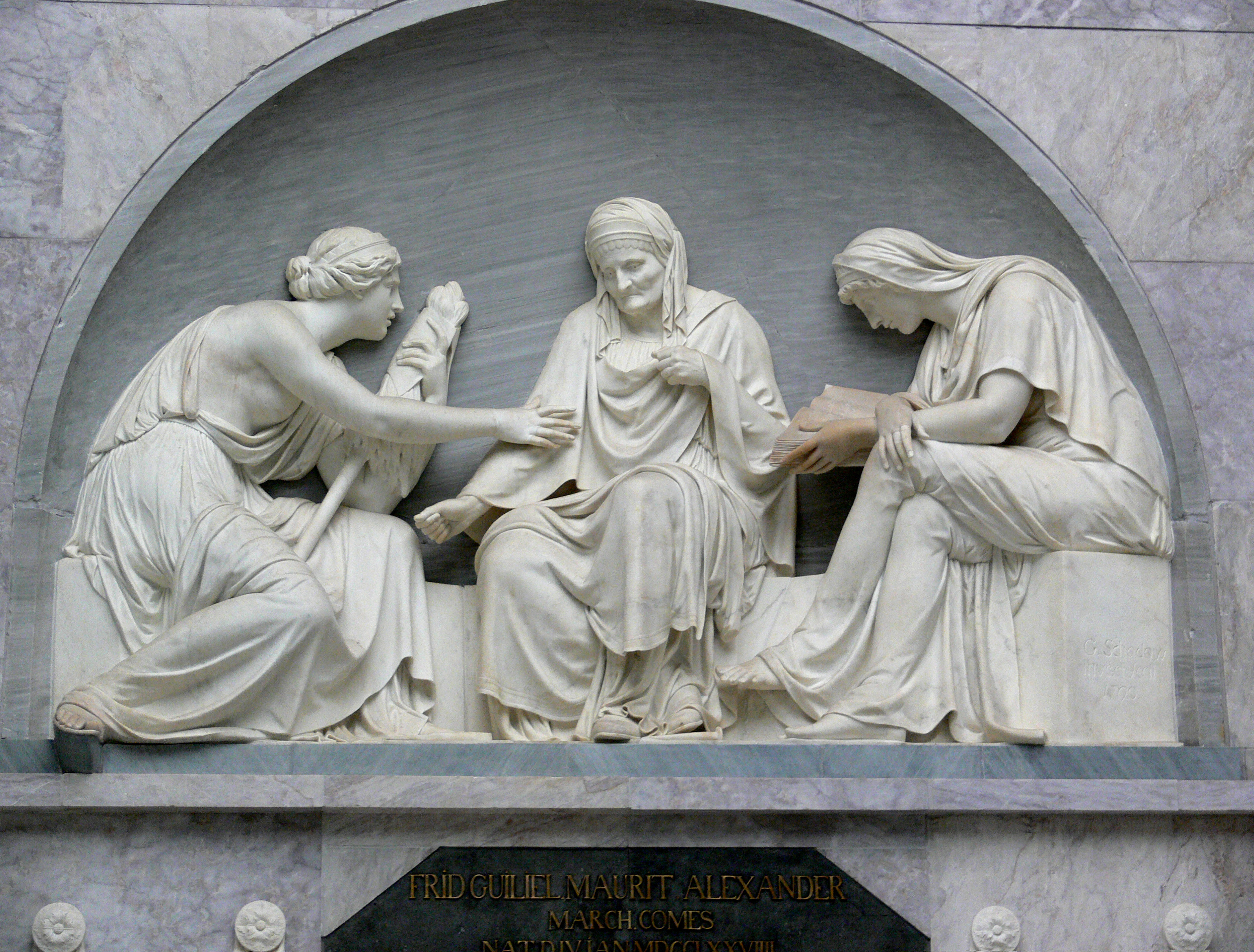
Las tres Moiras. Relieve, tumba de Alexander von der Mark, por Johann Gottfried Schadow. Antigua Galería Nacional, Berlín

En la mitología griega, las Moiras (en griego antiguo: Μοῖραι, Moîrai ‘repartidoras’) eran las personificaciones del destino. Sus equivalentes en la mitología romana eran las Parcas o Fatae, las Laimas en la mitología báltica y las Nornas en la mitología nórdica. Vestidas con túnicas blancas y de semblante imperturbable, su número terminó fijándose en tres. Hesíodo primero dice que son hijas de Nix  pero más tarde las hace hijas de Zeus y Temis.
La palabra griega moira (μοῖρα) significa indistintamente ‘destino', ‘parte', ‘lote' o ‘porción', en referencia a su función de repartir a cada mortal la parte de existencia y de obras que le corresponden en el devenir del cosmos. Controlaban el metafórico hilo de la vida de cada ser humano desde el nacimiento hasta la muerte.

## Otros teónimos
|            | Referencias |
| ---------- | --- |
| Aisa o Esa | Ya desde la Teogonía las Moiras son tres hermanas pero nunca son citadas por este nombre en los textos homéricos. En su lugar el poema usa el nombre femenino Aisa o Esa (Αἶσα) — el Hado—, de raíces micénicas. Aisa es mencionada dos veces en la Ilíada: «y luego sufrirá lo que el Hado (Aisa) dispuso, hilando el lino, cuando su madre te dio a luz»; y de nuevo: «ya que, cuando le di a luz, el Hado (Aisa) poderoso hiló de esta suerte el estambre de su vida». |
| Pepromene  | Homero también utiliza la forma Pepromene (Πεπρωμένη) — la suerte que le corresponde a cada mortal de manos del destino—: «Zeus y los demás dioses inmortales saben para cuál de ellos tiene el Destino (Peproméne) preparado la muerte». |
| Himarmene  | Posteriormente los estoicos y gnósticos utilizarían la forma Himarmene (Εἱμαρμένη), esto es, el hado o destino en su sentido de sucesión ordenada de las causas y efectos o, en un sentido más general, del destino del universo como todo, en oposición al destino individual de los seres. |

## Mitología
En principio, las Moiras eran concebidas como divinidades indeterminadas y abstractas, quizá incluso como una sola diosa. En la Ilíada de Homero se habla generalmente de "la Moira", que hila la hebra de la vida para los hombres en su nacimiento (μοῖρα κραταιή, moîra krataiḗ: ‘poderosa Moira’). En la Odisea hay una referencia a las Klōthés (Κλῶθές) o hilanderas.  En Delfos sólo se rendía culto a dos: la moira del nacimiento y la de la muerte. En Atenas, la diosa Afrodita era considerada la mayor de ellas en su aspecto de Afrodita Urania, según la Descripción de Grecia de Pausanias.
Una vez que su número se hubo establecido en tres, los nombres y atributos de las Moiras quedaron fijados: Cloto (Κλωθώ, ‘hilandera’ o ‘convocadora’’) hilaba la hebra de vida con una rueca y un huso y además presidía los nacimientos. Láquesis (Λάχεσις, ‘la que echa a suertes’ o ‘lote’) medía con su vara la longitud del hilo de la vida. Átropo o Átropos (Ἄτροπος, ‘inexorable’ o ‘sin orden’, literalmente ‘que no gira’) era quien cortaba el hilo de la vida sin previo aviso; en esta guisa era la encargada de poner fin a la vida de los mortales, seccionando la hebra con sus «detestables tijeras» cuando llegaba la hora.
Se dice que las Moiras se presentaron en Calidón ante Altea: «Entonces ellas sentenciaron el destino del infante (Meleagro): Cloto alegó que sería noble, Láquesis que sería valiente, pero Átropo, observando el tizón que ardía en la leña, dijo que el niño vivirá tanto tiempo como aquel tizón permanezca sin consumirse». Láquesis, Cloto y Átropo cantaban en armonía: Láquesis sobre el pasado, Cloto el presente y Átropo el futuro.
En la tradición griega se aparecían tres noches después del alumbramiento de un niño para determinar el curso de su vida. Originalmente podrían haber sido diosas de los partos, si bien esta función acabaría asumida por la deidad de origen minoico Ilitía; paralelamente, la posterior adquisición de su papel como señoras del destino las vincularía y a la vez diferenciaría de otras divinidades de la muerte propiamente dicha, como Tánatos y las Keres. Por ello, y en especial por el predominante papel de Átropos, las Moiras inspiraban gran temor y reverencia, aunque podían ser adoradas como otras diosas: las novias atenienses les ofrecían mechones de pelo y las mujeres juraban por ellas.
Un texto bilingüe eteocretense tiene la traducción griega ομοσαι δαπερ ενορκίοισι (omosai d-haper enorkioisi, ‘pero puede jurar [estas] mismas cosas a las Guardianas de Juramentos’). En eteocretense esto se escribe —S|TUPRMĒRIĒIA, donde MĒRIĒIA puede aludir a las divinidades que los helenos conocían como las Moiras.
Diversas versiones de las Moiras existieron en los niveles mitológicos europeos más antiguos. Es imposible no relacionarlas con otras diosas hilanderas del destino indoeuropeas, como las Nornas en la mitología nórdica o la diosa báltica Laima y sus dos hermanas.

## Ascendencia
En cuanto a su ascendencia, no hay tradiciones fuertemente establecidas. Hesíodo dice que «en segundo lugar Zeus se llevó a la brillante Temis que alumbró a las Horas, las cuales protegen las cosechas de los hombres mortales, y a las Moiras, a quienes el prudente Zeus otorgó la mayor distinción, a Cloto, Láquesis y Átropo, que conceden a los hombres mortales el ser felices y desgraciados. Pero más tarde el mismo autor les concede otra filiación: «alumbró igualmente la Noche, sin acostarse con nadie, a las Moiras, vengadoras implacables: a Cloto, a Láquesis y a Átropo que conceden a los mortales, cuando nacen, la posesión del bien y del mal y persiguen los delitos de hombres y dioses». Quinto expresa que «porque las hijas del sagrado Caos, las Moiras, habían hilado para ellos en su nacimiento, aun siendo inmortales, tal disposición divina». Epiménides alega que «Crono de mente retorcida tomó en matrimonio a la joven Evónime; de él nació la áurea Afrodita de hermosos cabellos, y las Moiras inmortales y las Erinias de variopintos dones». Los poetas latinos Higino y Cicerón hacen a las tres Parcas (Parcae) hijas de la Noche y el Erebo. Tzetzes opina, en cambio, que nacieron de la Noche y el Tiempo. A Ananké, como diosa que representa la fuerza ineludible del destino, se la imagina filosóficamente como madre de las Moiras, quienes cantan las cosas del devenir: Láquesis sobre las cosas que fueron, Átropos sobre las que son, pero Cloto sobre las que aún no han sucedido. Finalmente, según Atenágoras y Licofrón, Océano y Gea engendraron a las Moiras; y para los órficos las Moiras, los Cíclopes y los Centímanos son todos hermanos. Boccaccio, fuera de la cultura clásica, dice que nacieron de Demogorgón.

## Zeus y las Moiras

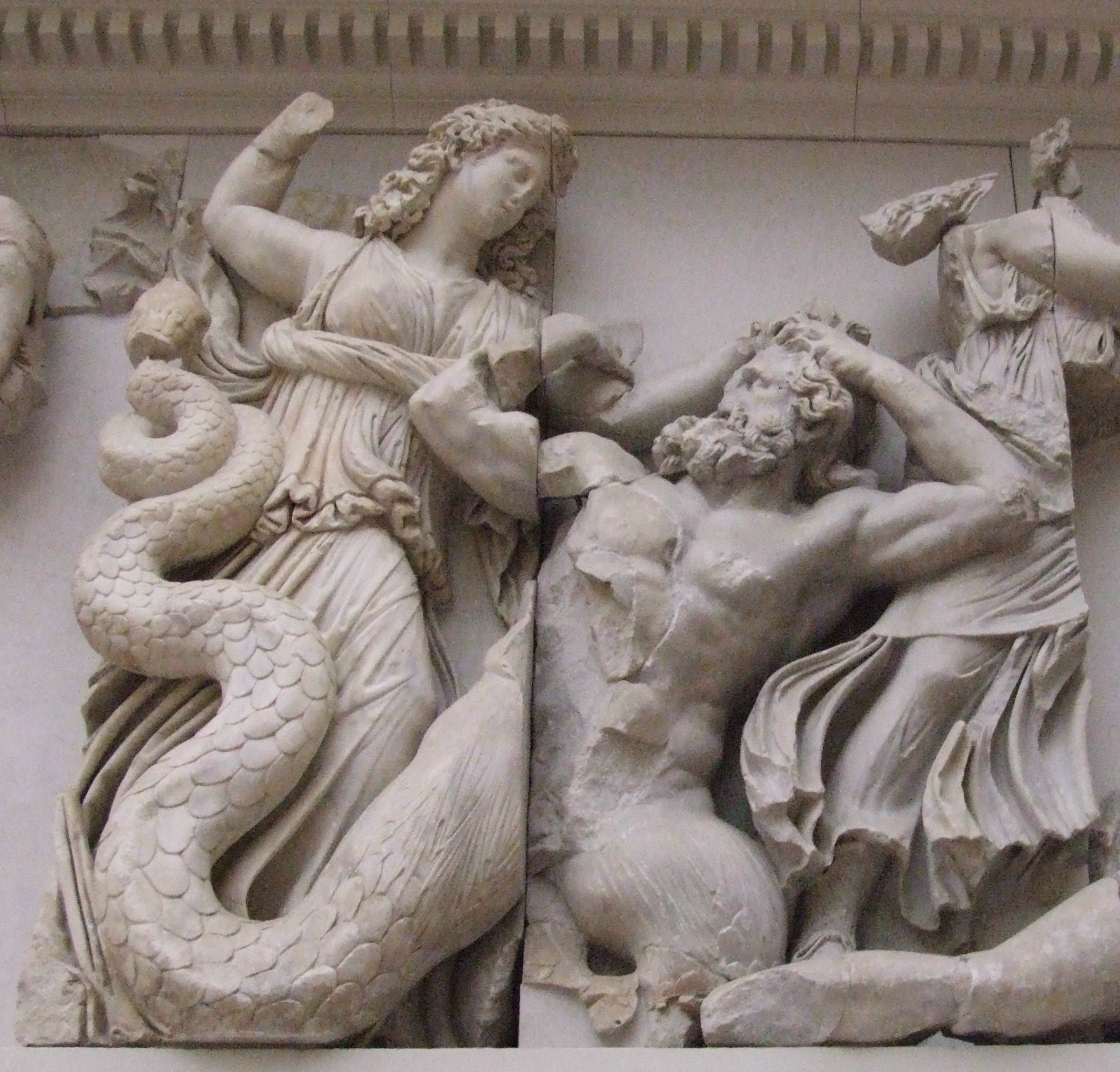
Las tres Moiras matando a los gigantes Agrio y Toante. Detalle de un friso del Altar de Pérgamo (Museo de Pérgamo, Berlín).

Las Moiras también eran temidas y respetadas por los dioses. El mismo Zeus estaba sujeto a sus designios, según palabras de la sacerdotisa pitia de Delfos. Hesíodo se refería a ellas como «las Moiras, a quienes el sabio Zeus respetó con los mayores honores», aunque ninguna obra clásica precisa hasta qué punto exacto los propios inmortales estaban sometidos a sus dictámenes.
Sin embargo, en contraposición a este punto, un supuesto epíteto del rey de los dioses, Zeus Moiragetes (‘Zeus Dador de Destino’), fue plasmado en el siglo II por Pausanias a raíz de una inscripción que contemplara en Olimpia: 

Cuando se llega al punto de partida de las carreras de carros, hay un altar con la inscripción "Al Dador de Destino".

 También se refirió a los relieves esculpidos en el templo de Zeus en Mégara, citando que «sobre la cabeza de Zeus están las Horas y las Moiras, y todos pueden ver que es el único dios obedecido por éstas». Igualmente advirtió que había un santuario de las Moiras a las puertas de Tebas, contiguo al de Zeus; mientras que el del dios contaba con representación escultórica, el de la tríada no.
De los testimonios de Pausanias y de esta segunda vertiente genealógica se infiere la preeminencia de Zeus respecto de las Moiras y su potestad. Ello no se correspondería con lo que nos ha llegado de los cultos y tradiciones más antiguos, en los que se nos presenta a las Moiras como divinidades primigenias o ctónicas al margen del devenir y de la voluntad del resto de dioses, insertas en el ámbito de los principios prístinos e inamovibles del universo. Es probable que dicha aproximación se deba a un intento de modificar los mitos originales para que encajaran con el más tardío sistema patriarcal olímpico.
Esta postura tampoco era aceptable para Esquilo, Heródoto o Platón, que consideraban a Zeus conocedor y administrador del destino de los hombres en tanto soberano del orden establecido, pero no decisor último del mismo. En efecto, tanto él como el resto de inmortales podían dispensar al ser humano dichas, aflicciones, recompensas y castigos; pero a menudo éstos no harían sino responder a lo ya establecido de antemano por las Moiras. En cualquier caso, lo que cada hombre podría o no conseguir a lo largo de su existencia, el límite temporal a ésta y su finalidad predeterminada eran competencia exclusiva de esta trinidad.

## Representación

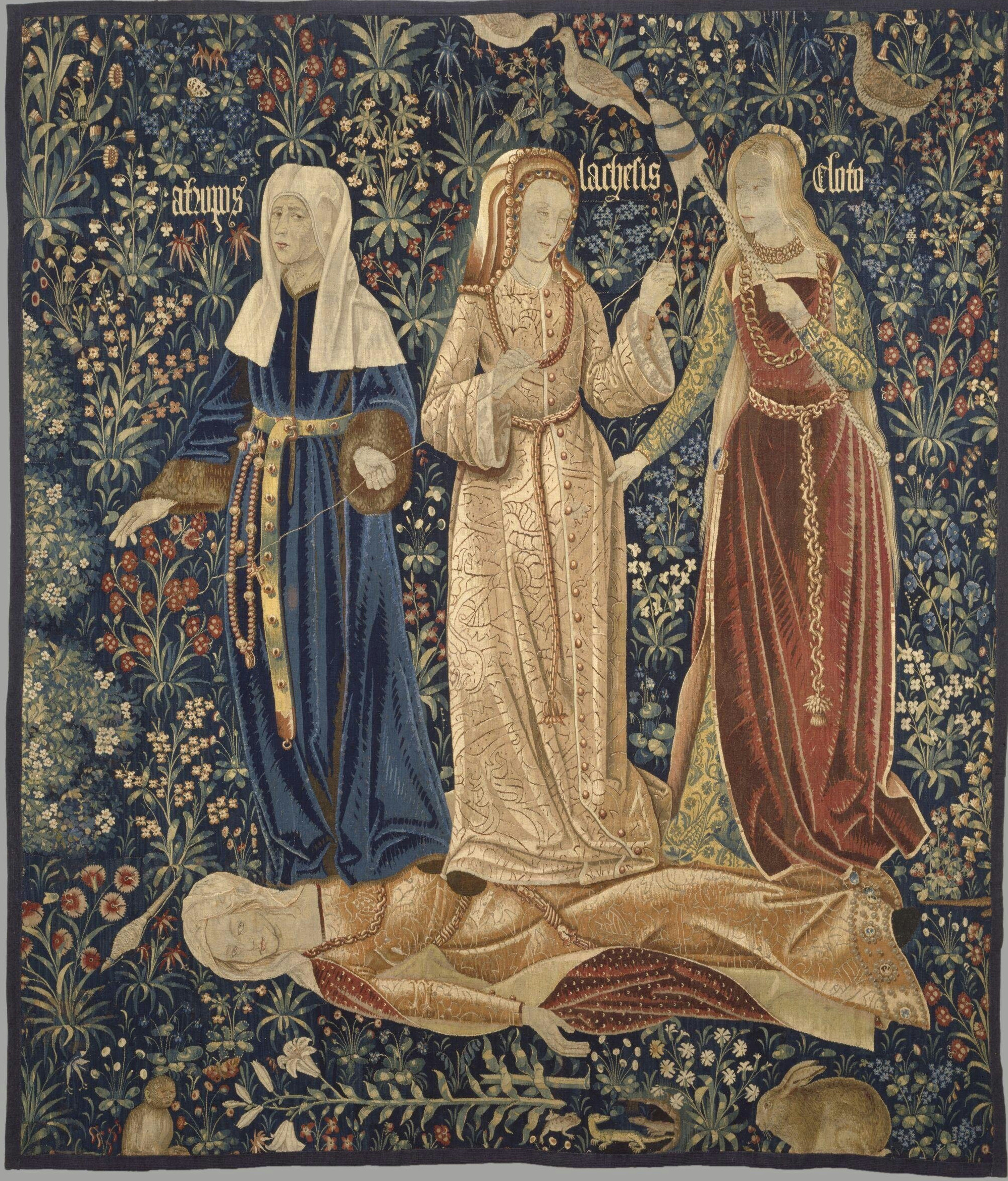
Las tres Moiras, o El triunfo de la Muerte. Tapiz flamenco, 1520 d. C. aprox., Victoria and Albert Museum, Londres.

Se las representaba comúnmente como a tres mujeres hieráticas, de aspecto severo y vestidas con túnicas: Cloto, portando una rueca; Láquesis, con una vara, una pluma o un globo del mundo; y Átropos, con unas tijeras o una balanza.
En otras ocasiones se les atribuye la apariencia de tres viejas hilanderas, o de tres melancólicas damas (una doncella, una matrona y una anciana, respectivamente). Shakespeare se inspiró en este mito para crear las tres brujas que aparecen en Macbeth, cuya intervención es determinante en el destino del protagonista.
Esta apariencia de mujer anciana también fue utilizada en la escultura Cloto realizada en 1893 por Camille Claudel, en la que aparece representada la más joven de estas Moiras enredada en su propia red.

## En la cultura popular
- En la novela de Stephen King Insomnia, las tres hermanas son mostradas como doctoras. Cloto sirve al Propósito, junto con Láquesis, mientras Átropo sirve al azar.[31]
- En la novela de Rafael Sabatini El capitán Blood, Peter Blood captura tres barcos españoles y los renombra Cloto, Láquesis y Atropos como una "manera de decir al mundo que los hacía los árbitros del destino que cualquier español pudiera en adelante encontrar en los mares."[32]
- "Clotho", "Lachesis" y "Atropos" son también los nombre de músicas de fondo seleccionables en el juego de Sega Mega Drive Columns.
- "Clotho", "Lachesis", y "Atropos" aparecen como demonios en Shin Megami Tensei III: Nocturne.
- "Clotho", "Lachesis", y "Atropos" son también personas a las que el protagonista de Persona 3 debe invocar. Son representadas con el arcano de la fortuna y cuando las tres se combinan, crean a la persona conocida como Norn (una posible referencia al equivalente nórdico de los Hados, las Nornas).